# 劉賢 (漢趙)
劉賢，十六國時期汉赵宗室。
308年，刘渊自称汉皇帝，封劉賢为曲阳王，担任都护大将军。309年十二月，刘渊以陈留王刘欢乐任太傅，楚王刘聪任大司徒，江都王刘延年任大司空。派遣都护大将军曲阳王刘贤与征北大将军刘灵、安北将军赵固、平北将军王桑，在东边的内黄县（属魏郡，今河南省内黄县西）驻扎。负责经略冀州、兖州。